# Villosa vaughaniana
Villosa vaughaniana är en musselart som först beskrevs av I. Lea 1838.  Villosa vaughaniana ingår i släktet Villosa och familjen målarmusslor. Inga underarter finns listade i Catalogue of Life.